# Гордиенко, Владимир Гаврилович
Владимир Гаврилович Гордиенко (1934 — 2014) — лётчик-испытатель, Герой Советского Союза (1971).

## Биография
Родился 12 ноября 1934 года в Киеве в семье служащего. Получил среднее образование. В 1952 году он был призван на службу в Советскую Армию. В 1954 году Гордиенко окончил Черниговское военное авиационное училище лётчиков, в 1962 году — школу лётчиков-испытателей. В 1962—1977 годах был лётчиком-испытателем Горьковского авиационного завода.
Участвовал в испытаниях серийных самолётов «МиГ-21», «МиГ-25», а также их различных модификаций.
Указом Президиума Верховного Совета СССР от 26 апреля 1971 года за «мужество и отвагу, проявленные при испытании новой авиационной техники» был удостоен высокого звания Героя Советского Союза с вручением ордена Ленина и медали «Золотая Звезда» за номером 11397.
В 1977—1990 годах был лётчиком-испытателем Лётно-исследовательного института имени Громова, в 1985—1986 годах был заместителем начальника ШЛИ по лётной части. Участвовал в проведении ряда испытательных работ на самолётах, в том числе на «Су-27К». В 1990 году в звании полковника Гордиенко был уволен в запас.
С 1992 года полковник авиации в запасе В. Г. Гордиенко — шеф-пилот АО «Авиатика», КБ Московского авиационного института (ОСКБЭС). Владимир Гаврилович проводил испытания большинства ЛА разработки КБ: Авиатика-МАИ-890, −890А, −910, −920, МАИ-223, −205 и др. Свою испытательскую карьеру Владимир Гаврилович завершил в 2012 году в возрасте 77 лет, подняв в воздух новую модификацию самолёта «Китёнок» МАИ-223М .
Проживал в Москве. Скончался 3 июля 2014 года.
Заслуженный лётчик-испытатель СССР (1977) Также награждён рядом медалей.
Похоронен на Федеральном военном мемориальном кладбище в Мытищах.